# 김하연 (1995년)
김하연(1995년 5월 3일 ~ )은 대한민국의 배우이다.

## 학력
- 안동부설초등학교 졸업
- 풍천초등학교 졸업
- 풍천중학교 졸업
- 동덕여자대학교 방송연예과

## 출연작

### 영화
- 《아니》 (2016년)
- 《소년 이야기》 (2015년) - 한나 역
- 《스마일 어게인》 (2013년) - 손지민 역
- 《사랑해! 진영아》 (2013년) - 버스여고생 / 고교생 진영 역
- 《천국의 아이들》 (2012년) - 나리 역

### 드라마
- 《터치》 (2020년, 채널A) - 지이 역
- 《도대체 무슨 일이야?》 (2015년, 웹드라마) - 소라 역
- 《당신을 주문합니다》 (2015년, SBS Plus)
- 《아들 녀석들》 (2012년, MBC) - 민지 역
- 《아름다운 그대에게》 (2012년, SBS) - 여운 역
- 《마보이》 (2012년, 투니버스) - 지수 역
- 《원스 어폰 어 타임 인 생초리》 (2010년, tvN) - 이만수의 딸 역